# Disclisioprocta stellata
Disclisioprocta stellata là một loài bướm đêm thuộc họ Geometridae. Loài này có ở châu Phi cận Sahara, các đảo của Ấn Độ Dươngn. Nó cũng được tìm thấy ở miền đông Canada (Ontario, Quebec và New Brunswick), phía nam qua Hoa Kỳ, México, xứ Antilles, Bahamas và quần đảo Bermuda đến Bolivia và Brasil. Nó được du nhập vào Hawaii năm 1993.
Sải cánh dài 25–33 mm. Tại Bắc Mỹ, con trưởng thành bay quanh năm ở phía nam và từ tháng 7 đến tháng 11 ở phía bắc.
Ấu trùng ăn Amaranthus, Proboscidea, Bougainvillea và Boerhaavia erecta, Pisonia aculeata và Mirabilis jalapa.

## Phụ loài
- Disclisioprocta stellata stellata (từ Canada, Hoa Kỳ và Mexico đến Bolivia và Brazil)
- Disclisioprocta stellata natalata Walker (châu Phi phía nam Sahara, Madagascar và các đảo Ấn Độ Dương)